# Voivodia da Livônia
A voivodia da Livônia ou voivodia da Livónia (lituano: Livonijos vaivadija; polonês: Województwo inflanckie) foi uma unidade de divisão administrativa e governo local no Ducado da Livônia, parte da República das Duas Nações, desde que ela foi formada na década de 1620 pelo desmembramento da voivodia de Wenden até a primeira partição da Polônia em 1772. A voivodia da Livônia foi um dos poucos territórios da República das Duas Nações a ser governado, ao mesmo tempo, pela Polônia e a Lituânia.

## Governo municipal
Sede do governo da voivodia (wojewoda):
- Dyneburg

Sede do Conselho regional (sejmik poselski i deputacki):
- Dyneburg

## Voivodas
- Hieronim Radziejowski (1667)
- Józef Kos (1709-1717)